# 阿什凯隆的安条克
阿什凱隆的安条克（前125年—前68年），哲学家。在雅典从于费隆（拉里撒）。公元前88年陪同费隆赴罗马，拜会了罗马大将卢库鲁斯。公元前78年前后，他成为雅典学园领袖，西塞罗亦于此时加入学园。在公元前73年第二次米特拉达梯战争期间，他投到卢库鲁斯的帐下。